# Wonderstory/HAPPY END
「Wonderstory/HAPPY END」（ワンダーストーリー/ハッピー エンド）は、新谷良子の5thシングル。2004年11月26日にLantisよりリリースされた。封入特典には『Wonderstory』PV収録のDVDが収められている。 

## 収録曲
1. Wonderstory  [4:36]
  - 作詞・作曲:R・O・N、編曲：宅見将典
2. HAPPY END [4:57]
  - 作詞・作曲：ゆうまお、編曲：R・O・N
3. Wonderstory (off vocal)
4. HAPPY END (off vocal)